# The Way It Is (album Bruce Hornsby and the Range)
The Way It Is è il primo album in studio del gruppo musicale statunitense Bruce Hornsby and the Range, pubblicato il 1º aprile 1986.
Il singolo omonimo, pubblicato il 25 agosto 1986, fu un successo mondiale che scalò anche le classifiche europee.

## Tracce
1. On the Western Skyline – 4:42
2. Every Little Kiss – 5:47
3. Mandolin Rain – 5:18
4. The Long Race – 4:22
5. The Way It Is – 4:56
6. Down the Road Tonight – 4:25
7. The Wild Frontier – 4:02
8. The River Runs Low – 4:26
9. The Red Plains – 5:00

### The Way It Is Tour (1986-1987)
Questa versione è stata pubblicata il 2 febbraio 1987.
1. Every Little Kiss – 6:27
2. The Long Race – 6:02
3. The Way It Is (Solo Piano Intro) – 7:07
4. The Way It Is – 6:25
5. Mandolin Rain – 6:31
6. The Red Plains – 6:44
7. On the Western Skyline – 6:19